# ダニー・ラフェリエール
ダニー・ラフェリエール（Dany Laferrière、1953年4月13日 - ）はハイチ生まれの作家。デュヴァリエ政権の圧政を逃れてケベック州モントリオールに亡命。2009年に自伝小説『帰還の謎』でメディシス賞を受賞し、2013年にアカデミー・フランセーズ会員に選出された。フランス国籍を持たない会員はジュリアン・グリーンに次いで2人目である。松尾芭蕉、谷崎潤一郎、三島由紀夫などの日本文学に親しみ、邦訳も多い。

## 背景
ダニー・ラフェリエールは1953年4月13日、ハイチの首都ポルトープランスで政治家・知識人のウィンゾール・クレベール・ラフェリエールと市役所の公文書管理担当マリー・ネルソンの間にウィンゾール・クレベール・ラフェリエールとして生まれた。父ウィンゾール・クレベールは23歳の若さで、当時の人口約100万人のポルトープランスの市長に就任し、さらに貿易産業省次官などを歴任した。また、公職とは別に、「人民主権」という急進派団体の代表を務め、ポール・マグロワール軍事政権に操られていた地域の有力ブルジョワ層を真っ向から批判し、市民にとって最低限必要な物品を商人が売ることを拒む場合、市民はこれを略奪する権利があると主張するほどであった。このため、1957年に独裁者フランソワ・デュヴァリエの大統領就任直後に米国へ亡命した。ラフェリエールが4歳のときのことである。2009年メディシス賞受賞作『帰還の謎』には、ニューヨークで孤独に暮らす父親のアパートを訪れたときの様子が書かれている。父親はドアをわずかに開けたまま、最初は黙っていたが、「おれには息子などいない。家族などもったこともない」と叫び、息子を突き返した。ラフェリエールは、父親は実際には、「『おれにはもう子どもはいない。デュヴァリエがすべてのハイチ人をゾンビに変えてしまったからだ』と言った」、「彼は亡命したせいで、頭がおかしくなってしまったのだ」という。
父ウィンゾール・クレベールが政治亡命したために、母マリーは危険を感じてラフェリエールをレヨガーヌ郡プチ＝ゴアーヴの祖母ダーに預けた。ポルトープランスから約70キロのところにあるプチ＝ゴアーヴは自然豊かな海辺の町である。ラフェリエールの『終わりなき午後の魅惑』、『コーヒーの香り』はこの町で過ごした幸福な子ども時代を描いた自伝小説であり、また、児童文学作品『ヴァーヴァに夢中』などもこの町を舞台にしている。

## ジャーナリズム
カトリック系のカナダ＝ハイチ中等教育学校を卒業した後、19歳でラジオ・ハイチ＝アンテルおよび政治・文化週刊紙『ル・プチ・サムディ・ソワール（小さな土曜の夜）』のジャーナリストとして採用され、日刊紙『ル・ヌーヴェリスト』の美術欄などにも寄稿した。1930年代に創設されたラジオ・ハイチ＝アンテルは、1957年から1986年までのフランソワ・デュヴァリエ、ジャン＝クロード・デュヴァリエの二代にわたる独裁政権を批判し続けた反体制派のラジオ局として知られる。デュヴァリエ政権下では言論･結社の自由を奪われていたが、これを取り締まっていたのが1958年に結成された準軍組織（秘密警察）トントン・マクート（国家治安義勇隊）であり、トントン・マクートによりラジオ・ハイチ＝アンテルが1980年にいったん閉鎖されたときには、ほとんどのジャーナリストが収監または亡命を強いられた。
1976年6月1日、親友で『ル・プチ・サムディ・ソワール』の同僚であったジャーナリストのガスネル・レイモンが、レヨガーヌの浜辺で遺体で発見された。ラフェリエールによると、調査報道を専門としていたレイモンは、デュヴァリエ政権に対する最初の大規模ストライキを取材しており、この関連でトントン･マクートに殺害された。ラフェリエールは2000年刊行の『狂った鳥の叫び』でこの事件を取り上げ、本書をレイモンに捧げている。この事件が23歳のラフェリエールの「人生を変え」、同1976年に彼はケベック州モントリオール（モンレアル）に亡命した。

## ケベック亡命
1976年は、総選挙でケベック党が大勝し、ルネ・レヴェックが首相に就任した年であり、翌77年にはフランス語憲章が採択され、ケベックはカナダで唯一、公用語をフランス語のみとする特別な州となった。ラフェリエールはいったん芸術家が多く住むカルティエ・ラタン（ケベック歴史地区）に居を構えた。その後、「後に10作以上の作品を生み出すことになる」、「古道具屋で買ったレミントン22（タイプライター）」を持って郊外の「汚くて明るい」アパートを転々としながら、8年にわたって主に工場労働者として生計を立てる一方、ポルトープランスでは手に入らなかったヘミングウェイ、ヘンリー・ミラー、谷崎潤一郎、ヴィトルド・ゴンブローヴィッチ、ホルヘ・ルイス・ボルヘス、マリー・ヴュー・ショーヴェ（ボーヴォワールに評価された小説が発禁になり、ニューヨークへ亡命したハイチのフェミニスト）チャールズ・ブコウスキー、ミハイル・ブルガーコフ、ジェイムズ・ボールドウィン、ブレーズ・サンドラール、三島由紀夫、ガブリエル・ガルシア＝マルケス、フレッド・ヴァルガス、マリオ・バルガス・リョサ、J・D・サリンジャー、ギュンター・グラス、イタロ・カルヴィーノ、ジャック・ルーマン、レジャン・デュシャルム、ヴァージニア・ウルフなどを次々と読み耽った。

## 処女作の成功
1985年に発表した処女作『ニグロと疲れないでセックスをする方法』が話題を呼び、ベストセラーとなった。4年後にジャック・W・ブノワ監督により同名の映画が制作された（邦題は『間違いだらけの恋愛講座』）。この映画は米国のほとんどの映画館が上映を見合わせたが、ラフェリエールはこの他にも自著『若い娘の味』の映画化（ジョン・レキュイエ監督）で脚本を担当し、2006年に刊行され、同年、ローラン・カンテ監督によって映画化された『南へ』（邦題『南へ向かう女たち』）の制作にも関わっている。
処女作の成功を機に、ラフェリエールは1986年に創設されたテレビ局TQS（四季テレビ）に採用され、天気予報担当となった。ユーモアに溢れた軽快な語り口が好評を博し、次いで1989年から92年までラジオ・カナダ（カナダ放送協会）の文化番組「六人組」に出演した。ラフェリエールのほか、マリー＝フランス・バッゾ、スザンヌ・レヴェスク、ルネ・オミエ＝ロワ、ナタリー・ペトロウスキー、ジョルジュ＝エベール・ジェルマンの6人のジャーナリストが文学、音楽、演劇、映画などの新作について論じ合う番組である。
1986年は敬愛するボルヘスが亡くなった年であり、また、デュヴァリエ独裁政権が崩壊した年でもある。ラフェリエールは友人の作家ジャン＝クロード・シャルルとともに亡命後初めてハイチを訪れ、トントン・マクートの解散について取材し、この記事を『ル・ヌーヴェリスト』に発表した。

## 執筆活動 - フロリダ12年、再びケベック
1990年に執筆活動に専念するために、家族とともにフロリダ州マイアミに移住し、同州ケンドール (フロリダ州)に居を構えた。以後12年間に約10作の自伝小説を発表した。これらは主に故郷ハイチを舞台とした小説やケベック亡命後の苦しい生活を描いた小説で、ラフェリエールはこれら一連の作品を「アメリカの自伝」と呼んでいる。「アメリカの自伝」の最後の作品でガスネル・レイモンに捧げた『狂った鳥の叫び』を書き終えた後、2002年にフロリダからモントリオールに戻った。これ以後は、新たな著書に取り組むより、むしろ「自作再訪」として、これまでに出版された著書を何度も読み直して加筆し、新版を発表し続けた。この結果、「アメリカの自伝」は、独裁政権下のハイチを描いた作品を別として、北米の都市を舞台とする作品群とハイチの田舎プチ＝ゴアーヴを舞台とする作品群とに大別される。
2009年に発表した『帰還の謎』は、同年、メディシス賞を受賞した。圧政を逃れた亡命作家が父の死の知らせを受け、ニューヨークで父の埋葬に立ち合い、33年ぶりにハイチに帰還するという設定で、再びよみがえった独裁政権に対する怒り、憤りを表現し、ハイチ社会を批判する自伝的な小説である。
翌2010年1月12日、ハイチでマグニチュード7.0の大規模な地震が発生した（ハイチ地震）。死者は30万人を超えるとも言われる。このとき、ラフェリエールはたまたまハイチを訪れていて、大混乱に巻き込まれ、この一部始終を「黒い手帳」に記し、同年、客観的な報道とは異なる、住民の苦痛、焦燥、不安、恐怖を描いた『ハイチ震災日記 ― 私のまわりのすべてが揺れる』を発表した。
2013年12月12日、アカデミー・フランセーズ会員に選出された。数百年に及ぶアカデミー・フランセーズの会員733人のうち、フランス国籍を持たない会員はアメリカ合衆国国籍のジュリアン・グリーンに次いで2人目である。会員が受ける個別仕様の佩剣（はいけん）は、ハイチの彫刻家パトリック・ヴィレールが制作したものであり、ヴードゥー教の作家の神レグバが彫られている。

## 日本文学・来日
ラフェリエールは松尾芭蕉、与謝蕪村、小林一茶、正岡子規、谷崎潤一郎、三島由紀夫など日本文学に親しんでいる。最初の出会いは14歳のときに読んだ三島作品で、「自分の世界とはまったく異なるその世界に私の心はすっかり占領され、中毒を起こすほどだった」と語っている。2008年には『吾輩は日本作家である』という作品を発表した。また、2011年に来日し、東京日仏学院、立教大学、東北大学などで講演・講義を行った。自伝『書くこと 生きること』が藤原書店より近日刊行の予定であり、今秋には再び来日が予定されている（2019年現在）。

## 著書

### 小説
繰り返し加筆し、複数の改訂新版が刊行されている。
- Comment faire l’amour avec un nègre sans se fatiguer. Montréal: VLB, 1985; Paris: P. Belfond, 1989; Paris: Serpent à plumes, 1999; Montreal: Typo, 2002.
  - 『ニグロと疲れないでセックスする方法』立花英裕訳、藤原書店、2012年。
- Éroshima. Montréal: VLB, 1987; Montréal: Typo, 1998.
  - 『エロシマ』立花英裕訳、藤原書店、2018年。
- L’Odeur du café (コーヒーの香り).  Montréal: VLB, 1991; Montréal: Typo, 1999; Paris: Serpent à plumes, 2001; Paris: Zulma, 2016.
- Le Goût des jeunes filles (若い娘の味). Montréal: VLB, 1992; Nouvelle édition, Montréal: VLB, 2004; Paris: Grasset, 2005; Paris: Zulma, 2017.
- Cette Grenade dans la main du jeune nègre est-elle une arme ou un fruit ? (この若い黒人が持っているグルナード（手榴弾、ザクロ）は武器なのか、果物なのか) Montréal: VLB, 1993; Typo, 2000. Nouvelle édition, Paris: Serpent à Plumes, 2002 / Montréal: VLB, 2002.
- Chronique de la dérive douce. Montréal: VLB, 1994; Nouvelle édition, Montréal: Boréal, 2012; Paris: Grasset, 2012.
  - 『甘い漂流』小倉和子訳、藤原書店、2014年。
- Pays sans chapeau (帽子のない国). Outremont: Lanctôt, 1996; Paris: Serpent à plumes, 1999; Monaco: Le Serpent à plumes, 2004; Montréal: Boréal, 2006; Paris: Zulma, 2018.
- La Chair du maître (巨匠の肉体). Outremont: Lanctôt, 1997; Paris: Serpent à plumes, 2000.
- Le Charme des après-midi sans fin (終わりなき午後の魅惑). Outremont: Lanctôt, 1997. Paris: Le Serpent à plumes, 1998; Montréal: Boréal, 2010; Paris: Zulma, 2016.
- Le Cri des oiseaux fous (狂った鳥の叫び). Outremont: Lanctôt, 2000; Paris: Serpent à plumes, 2000; Montréal: Boréal, 2010; Paris: Zulma, 2015.
- Je suis fatigué (疲れた). Vincennes: Les Librairies Initiales, 2000; Outremont: Lanctôt, 2001. Nouvelle édition, Montréal: Typo, 2005.
- Comment conquérir l’Amérique en une nuit (一晩でアメリカを征服する方法), 2004; Montréal: Boréal, 2010.
- Vers le sud (南へ). Paris: Grasset, 2006; Montréal: Boréal, 2006 ; Le Livre de Poche, 2012.
- Je suis un écrivain japonais. Paris: Grasset, 2008; Montréal: Boréal, 2008.
  - 『吾輩は日本作家である』立花英裕訳、藤原書店、2014年。
- L’énigme du retour. Paris: Grasset, 2009; Montréal: Boréal, 2009.
  - 『帰還の謎』小倉和子訳、藤原書店、2011年。
- Tout bouge autour de moi. Montréal: Mémoire d’encrier, 2010; Nouvelle édition, Paris: Grasset, 2011.
  - 『ハイチ震災日記 ― 私のまわりのすべてが揺れる』立花英裕訳、藤原書店、2011年。
- L’art presque perdu de ne rien faire (何もしないという、ほとんど失われた技). Montréal: Boréal, 2011, 2013; Paris: Graset, 2014.
- Journal d’un écrivain en pyjama (パジャマ姿の作家の日誌). Montréal: Mémoire d’encrier, 2013; Paris: Grasset, 2013.
- Tout ce qu’on ne te dira pas (誰も君に言わないこと), Mongo. Montréal: Mémoire d’encrier, 2015.
- Mythologies américaines (アメリカの神話). Paris: Grasset, 2016 (作品集).
- Autoportrait de Paris avec chat (猫のいるパリの自画像). Paris: Grasset / Montréal: Boréal, 2018.
- Vers d’autres rives (対岸へ). Éditions de l’Aube, 2019.

### 児童文学
挿絵入り児童文学作品
- Je suis fou de Vava (ヴァーヴァに夢中), Montréal: La Bagnole, 2006, 2012.
- La fête des morts (万霊節), Montréal: La Bagnole, 2009.
- L’odeur du café (コーヒーの香り). Montréal: La Bagnole, 2014.
- Le baiser mauve de Vava (ヴァーヴァの薄紫色のキス). Montréal: La Bagnole, 2014.

### 随筆、対談等
- J'écris comme je vis. Entretien avec Bernard Magnier, 2000; Montréal: Boréal, 2010.
  - 『書くこと 生きること』小倉和子訳、藤原書店、2019年近日刊行。
- Les années 80 dans ma vieille Ford (ぼくの古ぼけたフォードで80年代を走る), Montréal: Mémoire d'encrier, 2005.
- Un art de vivre par temps de catastrophe (災禍の時代を生きる方法). Edmonton: University of Alberta Press, 2010.
- Conversations avec Dany Laferrière (ダニー・ラフェリエール対談集). Interviews de Ghila Sroka. Montréal: La Parole Métèque, 2010.
- Dany Laferrière à l’Académie française: discours de reception (ダニー・ラフェリエール、アカデミー・フランセーズ会員就任演説). Montréal: Boréal, 2015.

## 受賞
- 1991年：カリブ海地域カルベ賞（エドゥアール・グリッサン主催）- 『コーヒーの香り』
- 1993年：エドガール＝レスペランス賞（フランス語版）（ケベック州文学賞）-『若い娘の味』
- 2000年：高校生のカルベ賞 - 『狂った鳥の叫び』
- 2001年：ディアスポラを表象すつ図書・文学「水を制する者」賞（ハイチ文化省、ジャック・ルーマンにちなむ文学賞）
- 2002年：図書RFO賞（RFO：フランス海外県・海外領土放送ネットワーク）- 『この若い黒人が持っているグルナード（手榴弾、ザクロ）は武器なのか、果物なのか』
- 2004年：モントリオール世界映画祭ゼニット賞 - 映画『一晩でアメリカを征服する方法』
- 2006年：カナダ総督賞（フランス語版）（児童文学部門）- 『ヴァーヴァに夢中』
- 2009年：メディシス賞 - 『帰還の謎』
- 2009年：モントリオール図書大賞（フランス語版） - 『帰還の謎』
- 2010年：カナダ放送協会「今年の人」
- 2010年：メトロポリス・ブルー大賞（モントリオール文学賞）
- 2010年：ケベック図書賞（フランス語版） - 『帰還の謎』
- 2014年：世界文化会館（ドイツ語版）（ベルリン）国際文学賞
- 2015年：リュジェ・デュヴェルネ賞（フランス語版）（モントリオール洗礼者ヨハネ会（フランス語版）文学賞）

栄誉
- アカデミー・フランセーズ会員
- レジオンドヌール勲章コマンドゥール
- 芸術文化勲章コマンドゥール（フランス）
- モントリオール勲章（フランス語版）オフィシエ
- カナダ勲章オフィシエ（オフィサー）
- ニーム・アカデミー（フランス語版）名誉会員
- プレヤード勲章（フランス語版）（フランコフォニー国際機関）
- ケベック国家勲章（フランス語版）
- 名誉博士：ケベック大学リムースキ校、ケベック大学モントリオール校、高等師範学校（フランス）、ミドルベリー大学（アメリカ合衆国）、パリ＝ソルボンヌ大学（パリ第4大学）、ピエール・マリー・キュリー大学（パリ第6大学）、オタワ大学（カナダ）、マギル大学（カナダ）

## 参考資料
- Dany LAFERRIÈRE (2013) - Académie française
- Alain Dreyfus, Le nègre de personne (2002) - Libération
- Danielle Laurin, L'itinéraire d'un Haïtien du Québec en Floride (2000) - L'express
- 『機』2011年9月号：日本の味わい (ダニー・ラフェリエール) - 藤原書店
- 『機』2011年9月号：『帰還の謎』について (小倉和子) - 藤原書店
- 『機』2011年9月号：『ハイチ震災日記』(立花英裕) - 藤原書店